# Nachwuchsoberliga
Die Nachwuchsoberliga war eine Fußballliga in der DDR, die zwischen 1976 und 1983 sowie von 1989 bis 1991 existierte. In dieser Liga des Deutschen Fußball-Verbands (DFV) spielten die Nachwuchsspieler der Mannschaften, die in der betreffenden Saison in der Oberliga, der höchsten Spielklasse der DDR, vertreten waren. Von 1983 bis 1989 trat die Juniorenoberliga an ihre Stelle und dem Juniorenbereich entwachsene Spieler der Oberligaclubs und -gemeinschaften konnten sich in den 2. Mannschaften, die zumeist in der zweitklassigen Liga oder der drittklassigen Bezirksliga antraten, die Wettkampfpraxis für den avisierten Sprung ins Oberhaus des DDR-Fußballs sammeln.

## Entstehung
Die DDR-Nachwuchsnationalmannschaft wies in den Jahren 1971 bis 1973 eine negative Bilanz aus. Von den in diesem Zeitraum ausgetragenen 34 Länderspielen wurden nur zwölf gewonnen, aber 13 gingen verloren. Gleichzeitig wurde die Qualifikation für die Nachwuchseuropameisterschaft 1972 verpasst. Die dem Juniorenalter entwachsenen Spieler sollten in der Regel in den zweiten Mannschaften der Oberligavertreter an den Männerbereich herangeführt werden. Zu diesem Zweck konnten die zweiten Mannschaften bis in die zweitklassige DDR-Liga aufsteigen. In den elf oder zwölf Mannschaften umfassenden fünf Ligastaffeln war das Niveau jedoch schwach, so dass die zweiten Teams der Oberligisten kaum gefordert wurden. Durch die sich ständig wechselnden Aufstellungen verzerrten die zweiten Mannschaften zudem den Wettbewerb und sie verdrängten traditionsreiche Gemeinschaften aus der Provinz. In der Saison 1973/74 spielten z. B. in der Ligastaffel D bei zwölf Teilnehmern vier zweite Mannschaften.
Diese Gründe führten dazu, dass der DDR-Fußballverband mit der Saison 1976/77 die Nachwuchsoberliga einführte. Startberechtigt waren die Nachwuchsmannschaften der 14 Oberligisten der Saison 1976/77. Dies waren alle elf Fußballclubs (einschließlich der SG Dynamo Dresden) sowie die Reserven der drei Oberliga-Betriebssportgemeinschaften Sachsenring Zwickau, Wismut Aue und Stahl Riesa.
Dies hatte zur Folge, dass in der DDR-Liga zur Saison 1976/77 zehn zusätzliche Plätze frei wurden (die Zweitvertretungen von Lokomotive Leipzig, Rot-Weiß Erfurt, Union Berlin und Hansa Rostock spielten 1975/76 noch in der Bezirksliga) und dadurch aus den fünf Staffeln der DDR-Liga nur jeweils eine Mannschaft absteigen musste.

## Verlauf
Der Spielbetrieb der Nachwuchsoberliga verlief parallel zur DDR-Oberliga. Spielberechtigt waren Spieler bis zum 21. Lebensjahr. Pro Spiel durften zusätzlich zwei ältere Akteure eingesetzt werden. Die Nachwuchsspiele fanden als Vorspiel zu den Oberligabegegnungen statt. Es wurde zwar ein Meister ermittelt, über den Abstieg entschied jedoch das Abschneiden der ersten Mannschaft. Stieg diese aus der Oberliga ab, wurde ihre Reserve aus der Nachwuchsoberliga als 2. Mannschaft in die Bezirksliga versetzt. Parallel dazu wechselten die Zweitvertretungen der Oberliga-Aufsteiger in die Nachwuchsoberliga. Diese Regelung führte zu kuriosen Ergebnissen: So musste beispielsweise die zweite Mannschaft von Vorwärts Frankfurt 1978 absteigen, obwohl sie mit einem Punkt Rückstand auf den 1. FC Lokomotive Leipzig Vizemeister in der Nachwuchsoberliga geworden war. Nachdem die erste Mannschaft der Frankfurter den sofortigen Wiederaufstieg geschafft hatte, wurde die zweite Mannschaft wieder in die Nachwuchsoberliga eingegliedert und 1980 auf Anhieb erneut Vizemeister.
Der Nachwuchs von Dynamo Dresden entwickelte sich zur erfolgreichsten Mannschaft während der ersten sieben Spielzeiten der Nachwuchsoberliga mit zwei Meistertiteln und drei Vizemeisterschaften. Ein vierter 2. Rang kam für die Dresdner nach der Wiederbelebung dieser Spielklasse 1989/90 hinzu. Der Berliner FC Dynamo (später FC Berlin) wurde, wie auch der 1. FC Lokomotive Leipzig, ebenfalls zweimal Champion und belegte zwei weitere Male den 2. Platz am Saisonende.
| Saison  | Meister                    | Vizemeister                |
| ------- | -------------------------- | -------------------------- |
| 1976/77 | 1. FC Lokomotive Leipzig   | SG Dynamo Dresden          |
| 1977/78 | 1. FC Lokomotive Leipzig   | FC Vorwärts Frankfurt/Oder |
| 1978/79 | SG Dynamo Dresden          | Berliner FC Dynamo         |
| 1979/80 | FC Rot-Weiß Erfurt         | FC Vorwärts Frankfurt/Oder |
| 1980/81 | Berliner FC Dynamo         | SG Dynamo Dresden          |
| 1981/82 | FC Vorwärts Frankfurt/Oder | SG Dynamo Dresden          |
| 1982/83 | SG Dynamo Dresden          | Berliner FC Dynamo         |
| 1989/90 | F.C. Hansa Rostock         | 1. FC Dynamo Dresden       |
| 1990/91 | FC Berlin                  | FC Carl Zeiss Jena         |

## Strukturveränderungen und Abwicklung nach dem Mauerfall
Im Zuge der Einrichtung der Nachwuchsoberliga wurde die Struktur der Juniorenoberliga geändert. Bis dahin war der Spielbetrieb wie in der künftigen Nachwuchsoberliga geregelt: Jede DDR-Oberligamannschaft war auch mit einem Team in der Juniorenoberliga vertreten. Während der Existenz der Nachwuchsoberliga wurde die Juniorenliga (AK 17/18) – analog wurde mit der Jugendliga (AK 15/16) verfahren – nur von den elf Fußballclubs der DDR einschließlich der ebenfalls als besonders förderungswürdig eingestuften SG Dynamo Dresden gebildet. Absteiger gab es in diesen Spielklassen nicht.
Wie zuvor im U-23-Bereich hatte auch diese Regelung negative Auswirkungen. Die Juniorennationalmannschaft konnte sich zwischen 1981 und 1984 viermal nicht für die U-18-Europameisterschaft qualifizieren. Daher kehrte der DDR-Fußballverband nach der Saison 1982/83 zur Regelung vor 1976 zurück. Für die Junioren galt nun der Spielbetrieb analog der DDR-Oberliga und sie kürten in einer identischen 14er-Liga in Hin- und Rückspiel ihren Meister.
Die Nachwuchsoberligamannschaften hingegen wurden wieder in den Status einer 2. Mannschaft zurückversetzt und zunächst 1983 in die Bezirksligen eingestuft mit der Option einer Aufstiegsberechtigung in die DDR-Liga. 1989 wurde die Nachwuchsoberliga noch einmal für zwei Jahre wiederbelebt und sie löste nun wiederum die Juniorenoberliga ab. Als Ziel dieser Maßnahme wurde vom Büro des DFV der DDR im Frühjahr 1989 in der Fachzeitung fuwo kommuniziert: „Mit Einführung dieser neuen Spielklasse soll das Spielniveau der Junioren angehoben und für Anschlußkader der Übergang zum Männerbereich gefördert werden.“ Neben den Juniorenspielern konnten bis zu vier ältere Akteure, die um ihre Einsatzchance in den Oberligakadern – die mit der Einführung des Vertragswesens auf 25 Spieler beschränkt worden waren – kämpften, in jedem Punktspiel aufgeboten werden. Nach der Auflösung eines eigenständigen ostdeutschen Fußballs im Zuge der Wiedervereinigung und der Abwicklung der DDR/NOFV-Oberliga im Frühjahr 1991 wurde auch die parallel agierende Nachwuchsoberliga eingestellt. Letzter Nachwuchsfußballmeister auf dem Gebiet des neu gegründeten Nordostdeutschen Fußballverbands wurde 1990/91 der FC Berlin, der Nachfolgeverein des BFC Dynamo.